# Gustaf Bengtsson

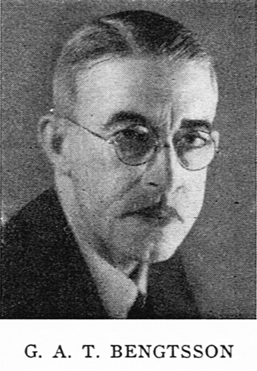
Gustaf Bengtsson (1886–1965)

Gustaf Adolf Tiburtius Bengtsson (* 29. März 1886 in Vadstena; † 5. Oktober 1965 Linköping) war ein schwedischer Komponist.
Bengtsson war von 1905 bis 1908 am Konservatorium von Stockholm Schüler von Johan Lindegren. Danach setzte er seine Ausbildung in Berlin, Leipzig und Paris fort. Von 1921 bis 1942 lebte er als Orchesterleiter und Musiklehrer in Karlstad, später in Linköping.
Er komponierte drei Sinfonien, Orchestersuiten, ein Violin- und ein Cellokonzert, eine Sinfonietta für Violine, Bratsche und Kammerorchester, kammermusikalische Werke, Klavierstücke, Chöre und Lieder sowie das berühmte Streichquartett in G-Dur von 1929.